# FIFA Confederations Cup 2017
La FIFA Confederations Cup 2017 (in russo Кубок Конфедераций FIFA 2017?, Kubok Konfederatsiy FIFA 2017) è stata la decima ed ultima edizione del torneo, organizzato dalla FIFA con cadenza quadriennale. La competizione si è svolta in Russia, sede anche del Mondiale 2018, dal 17 giugno al 2 luglio 2017.

## Scelta della sede
L'assegnazione del torneo alla Russia - con conseguente ammissione d'ufficio della Nazionale locale - avvenne il 2 dicembre 2010, quando la FIFA indicò lo Stato quale nazione ospitante dei Mondiali 2018.

## Stadi della competizione
Per la competizione, furono scelte 4 città: Kazan', San Pietroburgo, Soči e la capitale Mosca. Gli stadi che hanno ospitato il torneo sono i seguenti:
| Stadio Krestovskij             | Otkrytie Arena       |
| Capienza: 66881 (nuovo stadio) | Capienza: 44829      |
|                                |                      |
| Kazan                          | Soči                 |
| Kazan Arena                    | Stadio Olimpico Fišt |
| Capienza: 45015                | Capienza: 47659      |
|                                |                      |

## Formula e squadre partecipanti
| # | Squadra       | Data di qualificazione certa | Confederazione | Partecipante in quanto                              | Partecipazioni precedenti al torneo |
| - | ------------- | ---------------------------- | -------------- | --------------------------------------------------- | ----------------------------------- |
| 1 | Russia        | 2 dicembre 2010              | UEFA           | Nazione organizzatrice                              | -                                   |
| 2 | Germania      | 13 luglio 2014               | UEFA           | Vincitrice del campionato mondiale di calcio 2014   | 1999, 2005                          |
| 3 | Australia     | 31 gennaio 2015              | AFC            | Vincitrice della Coppa d'Asia 2015                  | 1997, 2001, 2005                    |
| 4 | Cile          | 4 luglio 2015                | CONMEBOL       | Vincitrice della Copa América 2015                  | -                                   |
| 5 | Messico       | 10 ottobre 2015              | CONCACAF       | Vincitrice della CONCACAF Gold Cup 2015             | 1995, 1999, 2001, 2005, 2013        |
| 6 | Nuova Zelanda | 11 giugno 2016               | OFC            | Vincitrice della coppa delle nazioni oceaniane 2016 | 1999, 2003, 2009                    |
| 7 | Portogallo    | 10 luglio 2016               | UEFA           | Vincitrice del campionato europeo di calcio 2016    | -                                   |
| 8 | Camerun       | 5 febbraio 2017              | CAF            | Vincitrice della coppa delle nazioni africane 2017  | 2001, 2003                          |

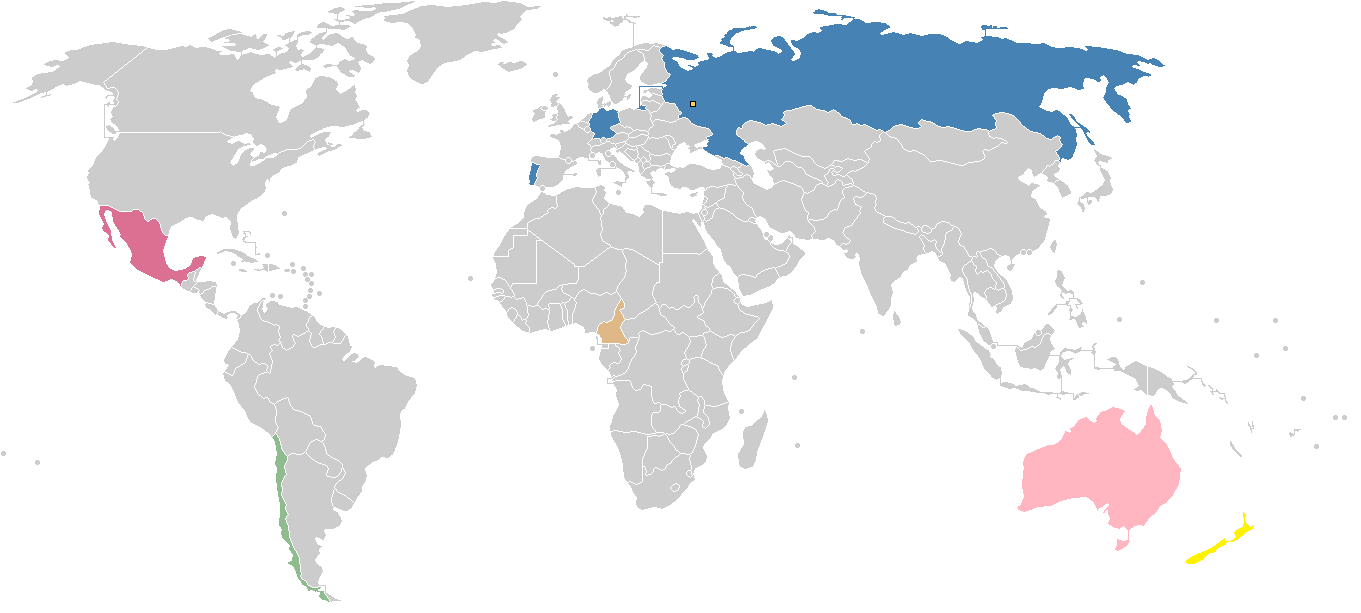
Squadre partecipanti

Nota bene: nella sezione "partecipazioni precedenti al torneo", le date in grassetto indicano che la nazione ha vinto quella edizione del torneo, mentre le date in corsivo indicano la nazione ospitante.
È stata confermata la formula in vigore dall'edizione 1997, con due gironi all'italiana da 4 squadre ciascuno e semifinali incrociate. Rispetto alla precedente edizione, sono da segnalare alcune novità:
- La CONCACAF ha stabilito che, per ragioni di calendario, la squadra rappresentante venga individuata da uno spareggio (in gara secca) tra le ultime due vincitrici del torneo continentale (Gold Cup).[5] Il play-off si svolse a Pasadena (USA) il 10 ottobre 2015, tra Stati Uniti e Messico (vincitori della Gold Cup nel 2013 e 2015): a spuntarla fu quest'ultima formazione, che vinse per 3-2 nei supplementari.[6] Gli stessi messicani, inoltre, risultarono l'unica nazionale - tra quelle partecipanti - ad aver già sollevato il trofeo (nel 1999); tale qualificazione consentì alla Tricolor di eguagliare il Brasile per numero di apparizioni nel torneo, divenute 7.
- L'Australia divenne la prima compagine a rappresentare due confederazioni diverse, in quanto aveva partecipato nell'edizione 2005 mentre faceva parte di quella oceanica.
- Il Cile, al suo debutto nella Confederations Cup (come Russia e Portogallo), si è presentato come bicampione del Sudamerica: vinse infatti le due edizioni nel 2015 e 2016 della Copa América, ma la seconda ebbe valore commemorativo per il centenario della nascita del torneo.
- È stata la prima e unica edizione cui hanno preso parte tre nazionali dello stesso continente, l'Europa: oltre alle esordienti Russia e Portogallo, era infatti presente la Germania campione del mondo.

Il sorteggio per determinare la composizione dei gruppi si svolse a Kazan, il 26 novembre 2016. La Russia e la Germania, in quanto Paese ospitante e campione del mondo, furono poste "teste di serie" dei gironi A e B; al momento dell'estrazione, non era ancora nota la squadra campione d'Africa poiché il relativo torneo ebbe luogo all'inizio del 2017.

## Convocazioni
Le rose per la manifestazione potevano essere composte da un massimo di 23 calciatori, di cui 3 portieri.

## Arbitri
La FIFA selezionò 9 terne arbitrali, da 5 confederazioni diverse. Il torneo vide la presenza, in via sperimentale, del VAR per agevolare il compito degli arbitri.
| Confederazione | Arbitro          | Assistente              | Assistente            | VAR                                             |
| -------------- | ---------------- | ----------------------- | --------------------- | ----------------------------------------------- |
| AFC            | Fahad Al-Mirdasi | Abdulah Alshalwai       | Mohammed Al-Abakry    | Ravshan Ermatov                                 |
| AFC            | Alireza Faghani  | Reza Sokhandan          | Mohammadreza Mansouri | Ravshan Ermatov                                 |
| CAF            | Bakary Gassama   | Jean-Claude Birumushahu | Marwa Range           | Malang Diedhiou                                 |
| CONCACAF       | Mark Geiger      | Joe Fletcher            | Charles Morgante      | Jair Marrufo                                    |
| CONMEBOL       | Néstor Pitana    | Hernán Maidana          | Juan Pablo Belatti    | Enrique Cáceres Sandro Ricci                    |
| CONMEBOL       | Wilmar Roldán    | Alexander Guzmán        | Cristian de la Cruz   | Enrique Cáceres Sandro Ricci                    |
| UEFA           | Milorad Mažić    | Milovan Ristić          | Dalibor Đurđević      | Ovidiu Hațegan Artur Soares Dias Clément Turpin |
| UEFA           | Gianluca Rocchi  | Elenito Di Liberatore   | Mauro Tonolini        | Ovidiu Hațegan Artur Soares Dias Clément Turpin |
| UEFA           | Damir Skomina    | Jure Praprotnik         | Robert Vukan          | Ovidiu Hațegan Artur Soares Dias Clément Turpin |

## Il torneo

### Antefatti
Nell'autunno 2016, a pochi giorni dal sorteggio, la Federazione tedesca (DFB) criticò l'organizzazione della Confederations Cup ritenendola un torneo "inutile". L'ente teutonico propose inoltre di abolire la competizione, giudicandola dannosa. Il commissario tecnico della Germania, Joachim Löw, dichiarò che non avrebbe convocato i calciatori più importanti per la manifestazione dando anzi spazio a giovani e seconde linee.

### Avvenimenti
Nel primo girone si qualificarono il Portogallo e il Messico, entrambe con 7 punti dopo il pareggio (2-2) all'esordio. Furono eliminati i russi e la Nuova Zelanda, con gli oceaniani ultimi senza alcun punto. La classifica del secondo gruppo premiò invece Germania e Cile, con il Camerun e l'Australia fuori dai giochi.
La prima semifinale mise di fronte i campioni d'Europa e del Sudamerica, per un incrocio vinto dalla Roja: dopo lo 0-0 dei supplementari, il portiere Claudio Bravo neutralizzò tre rigori ai lusitani mentre i suoi compagni non fallirono nessun tiro dagli 11 metri. I tedeschi non trovarono ostacoli, travolgendo per 4-1 il Messico.
Le finali riproposero quindi due sfide già avvenute nella fase a gironi: al Portogallo servirono i supplementari per avere ragione dei centramericani, sconfitti 2-1. La Germania superò di misura il Cile, con una rete di Stindl. Per la Mannschaft si trattò del primo successo in Confederations Cup, dopo il terzo posto conseguito in casa nel 2005.

## Risultati
Fonte:

### Gruppo A

#### Classifica
| Pos. | Squadra       | Pt | G | V | N | P | GF | GS | DR |
| ---- | ------------- | -- | - | - | - | - | -- | -- | -- |
| 1.   | Portogallo    | 7  | 3 | 2 | 1 | 0 | 7  | 2  | +5 |
| 2.   | Messico       | 7  | 3 | 2 | 1 | 0 | 6  | 4  | +2 |
| 3.   | Russia        | 3  | 3 | 1 | 0 | 2 | 3  | 3  | 0  |
| 4.   | Nuova Zelanda | 0  | 3 | 0 | 0 | 3 | 1  | 8  | -7 |

#### Risultati
| Arbitro: | Wilmar Roldán |

|                              |           |  |
| Boxall 31’ (aut.) Smolov 69’ | Marcatori |  |

| Arbitro: | Néstor Pitana |

|                         |           |                            |
| Quaresma 34’ Cédric 86’ | Marcatori | 42’ Hernández 90+1’ Moreno |

| Arbitro: | Gianluca Rocchi |

|  |           |            |
|  | Marcatori | 8’ Ronaldo |

| Arbitro: | Bakary Gassama |

|                         |           |          |
| Jiménez 54’ Peralta 72’ | Marcatori | 42’ Wood |

| Arbitro: | Fahad Al-Mirdasi |

|                       |           |             |
| Araujo 30’ Lozano 52’ | Marcatori | 25’ Samedov |

| Arbitro: | Mark Geiger |

|  |           |                                                                  |
|  | Marcatori | 33’ (rig.) Ronaldo 37’ Bernardo Silva 80’ André Silva 90+1’ Nani |

### Gruppo B

#### Classifica
| Pos. | Squadra   | Pt | G | V | N | P | GF | GS | DR |
| ---- | --------- | -- | - | - | - | - | -- | -- | -- |
| 1.   | Germania  | 7  | 3 | 2 | 1 | 0 | 7  | 4  | +3 |
| 2.   | Cile      | 5  | 3 | 1 | 2 | 0 | 4  | 2  | +2 |
| 3.   | Australia | 2  | 3 | 0 | 2 | 1 | 4  | 5  | -1 |
| 4.   | Camerun   | 1  | 3 | 0 | 1 | 2 | 2  | 6  | -4 |

#### Risultati
| Arbitro: | Damir Skomina |

|  |           |                        |
|  | Marcatori | 81’ Vidal 90+1’ Vargas |

| Arbitro: | Mark Geiger |

|                     |           |                                           |
| Rogić 41’ Jurić 56’ | Marcatori | 5’ Stindl 44’ (rig.) Draxler 48’ Goretzka |

| Arbitro: | Milorad Mažić |

|                |           |                     |
| Anguissa 45+1’ | Marcatori | 60’ (rig.) Milligan |

| Arbitro: | Alireza Faghani |

|            |           |            |
| Stindl 41’ | Marcatori | 6’ Sánchez |

| Arbitro: | Wilmar Roldán |

|                              |           |               |
| Demirbay 48’ Werner 66’, 81’ | Marcatori | 78’ Aboubakar |

| Arbitro: | Gianluca Rocchi |

|               |           |            |
| Rodríguez 67’ | Marcatori | 42’ Troisi |

### Fase a eliminazione diretta

#### Tabellone
|  | Semifinali | Semifinali | Semifinali |          |      | Finale           | Finale           | Finale          |  |
|  |            |            |            |          |      |                  |                  |                 |  |
|  | Portogallo | Portogallo | 0 (0)      |          |      |                  |                  |                 |  |
|  | Portogallo | Portogallo | 0 (0)      |          |      |                  |                  |                 |  |
|  | Cile (dtr) | Cile (dtr) | 0 (3)      |          |      |                  |                  |                 |  |
|  | Cile (dtr) | Cile (dtr) | 0 (3)      |          | Cile | Cile             | 0                |                 |  |
|  |            |            |            |          | Cile | Cile             | 0                |                 |  |
|  |            |            | Germania   | Germania | 1    |                  |                  |                 |  |
|  | Germania   | Germania   | Germania   | Germania | 1    | 4                |                  |                 |  |
|  | Germania   | Germania   |            |          |      | 4                |                  |                 |  |
|  | Messico    | Messico    | 1          |          |      | Finale 3º posto  | Finale 3º posto  | Finale 3º posto |  |
|  | Messico    | Messico    | 1          |          |      |                  |                  |                 |  |
|  |            |            |            |          |      |                  |                  |                 |  |
|  |            |            |            |          |      | Portogallo (dts) | Portogallo (dts) | 2               |  |
|  |            |            |            |          |      | Portogallo (dts) | Portogallo (dts) | 2               |  |
|  |            |            |            |          |      | Messico          | Messico          | 1               |  |

#### Semifinali
| Arbitro: | Alireza Faghani |

|                        |                      |                        |
| Quaresma Moutinho Nani | Tiri di rigore 0 – 3 | Vidal Aránguiz Sánchez |

| Arbitro: | Néstor Pitana |

|                                         |           |            |
| Goretzka 6’, 8’ Werner 59’ Younes 90+1’ | Marcatori | 89’ Fabián |

#### Finale 3º posto
| Arbitro: | Fahad Al-Mirdasi |

|                                     |           |                 |
| Pepe 90+1’ Adrien Silva 104’ (rig.) | Marcatori | 54’ (aut.) Neto |

#### Finale
| Arbitro: | Milorad Mažić |

|  |           |            |
|  | Marcatori | 20’ Stindl |

## Classifica marcatori
3 reti
- Leon Goretzka
- Lars Stindl
- Timo Werner

2 reti
- Cristiano Ronaldo (1 rig.)

1 rete
- Tomi Jurić
- Mark Milligan (1 rig.)
- Tom Rogić
- James Troisi
- Vincent Aboubakar
- André Zambo Anguissa
- Martín Vladimir Rodríguez
- Alexis Sánchez
- Eduardo Vargas
- Arturo Vidal

- Kerem Demirbay
- Julian Draxler (1 rig.)
- Amin Younes
- Néstor Araujo
- Marco Fabián
- Javier Hernández
- Raúl Jiménez
- Hirving Lozano
- Héctor Moreno
- Oribe Peralta

- Chris Wood
- Cédric Soares
- Nani
- Pepe
- Ricardo Quaresma
- Adrien Silva (1 rig.)
- André Silva
- Bernardo Silva
- Aleksandr Samedov
- Fëdor Smolov

Autoreti
- Michael Boxall (1, pro Russia)
- Neto (1, pro Messico)

## Premi ai giocatori
| Pallone d'Oro: | Scarpa d'Oro: | Guanto d'Oro: |
| -------------- | ------------- | ------------- |
| Julian Draxler | Timo Werner   | Claudio Bravo |